# Челебиев, Джавид Намиг оглы
Джавид Намиг оглы Челебиев (азерб. Cavid Namiq oğlu Çələbiyev; род. 17 мая 1992, Габала) — азербайджанский боксёр, член национальной сборной Азербайджана. Чемпион мира 2013 года. Выступает в весовой категории до 63 кг. Участник Олимпийских игр 2016 и 2020. Лучший спортивный деятель 2013 года.

## Биография

### Юность и начало карьеры
Джавид Челебиев родился 17 мая 1992 года в городе Габала в семье спортсмена. Его отец, Намиг Челебиев, также был боксёром, чемпионом Азербайджанской ССР, и страсть к этому виду спорта перешла Джавиду от него. Намиг Челебиев хотел, чтобы его сын пошёл по его стопам. Таким образом, Джавид, уже будучи в первом классе, освоил секреты бокса.
Джавид Челебиев вырос в Баку и получил среднее образование в школе № 1 города Хырдалан. С раннего возраста Джавида тренировал его отец, отдавший ему свои боксёрские перчатки. Со временем Челебиев стал принимать участие в небольших турнирах. На ринг он начал выходить в 13 лет. После окончания средней школы в 2009 году Челебиев поступил в Азербайджанскую государственную академию физической культуры и спорта, которую окончил в 2014 году.
В 2011 году Челебиев стал чемпионом Азербайджана. В том же году он выиграл «Кубок мира нефтяных стран» в Сургуте. В 2012 году он Челебиев выиграл бронзовую медаль на чемпионате Европы среди юношей 19-22 лет в Калининграде. В ноябре того же года он занял второе место на чемпионате мира по боксу среди студентов в Баку. В марте 2013 года он стал чемпионом 8-го международного турнира памяти Николая Мангера в Херсоне.

### Чемпионство мира и дебют на Олимпиаде
В 2013 году Джавид Челебиев принял участие на летней Универсиаде, проходившей в городе Казань. В четвертьфинале Челебиев, проиграв казахстанскому спортсмену Рустаму Рустамову, завершил выступление.

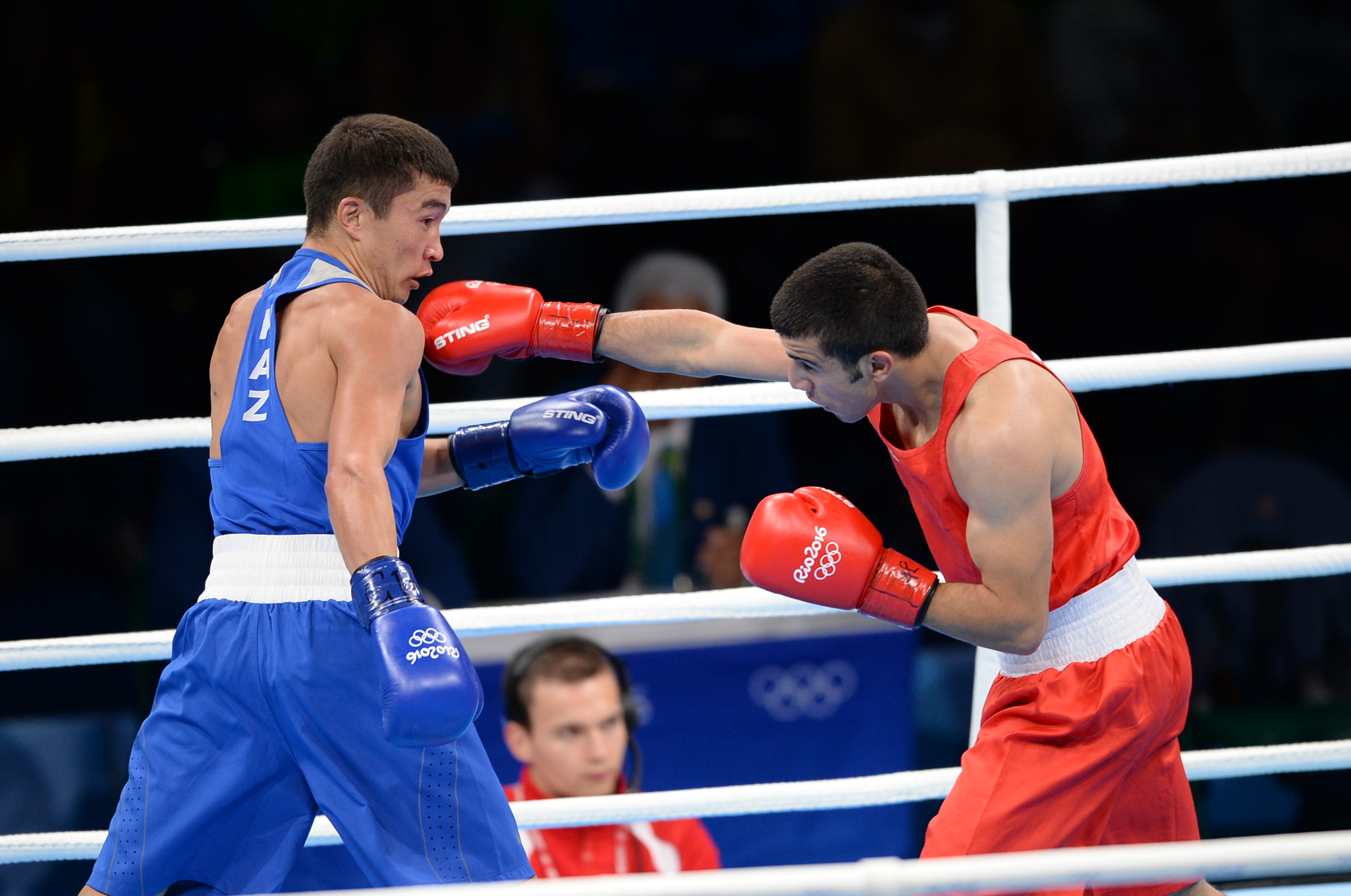
Челебиев (в красном) в поединке против Кайрата Ералиева из Казахстана. Олимпийские игры 2016 в Рио-де-Жанейро

В октябре этого же года Джавид Челебиев выступил на чемпионате мира среди взрослых в Алма-Ате, где в 21 год стал чемпионом мира. За время турнира Челебиев провёл 6 боёв. Сначала он обыграл Ораза Афзолшоева из Таджикистана, а в следующем туре встретился с вице-чемпионом мира, третьим в Азии и серебряным призёром летних Олимпийских игр 2012 года в Лондоне Тогсцогтом Нямбаяром из Монголии. Одержавший непростую победу в этом поединке, Челебиев в следующей встрече сразился с кенийцем Бенсоном Гичаром и одержал победу. Одолев в четвертьфинале Шива Тапа из Индии, Челебиев вышел в полуфинал. В полуфинале Челебиев одолел местного спортсмена из Казахстана Кайрата Ералиева, а в финале — россиянина Владимира Никитина со счётом 3:0.
В ноябре 2014 года в рамках турнира AIBA Pro Boxing в Аргентине в категории до 56 кг Джавид Челебиев встретился с турецким боксёром Сельджуком Экером. По окончании боя все трое судей отдали предпочтение Челебиеву — 60:54, 58:56, 59:55.
В апреле 2016 года Джавид Челебиев стал победителем Европейского олимпийского квалификационного турнира в Самсуне в весовой категории до 56 кг. Одолев в полуфинале Арама Авагяна из Армении, Челебиев гарантировал себе олимпийскую лицензию. В финале же он взял верх над британцем Гаисом Ашфаги. На Олимпийских играх 2016 года в Рио-де-Жанейро Челебиев в первом же поединке уступил боксёру из Казахстана Кайрату Ералиеву. После боя Челебиев выразил несогласие с решением судей, назвав его нечестным.

### Дальнейшая карьера

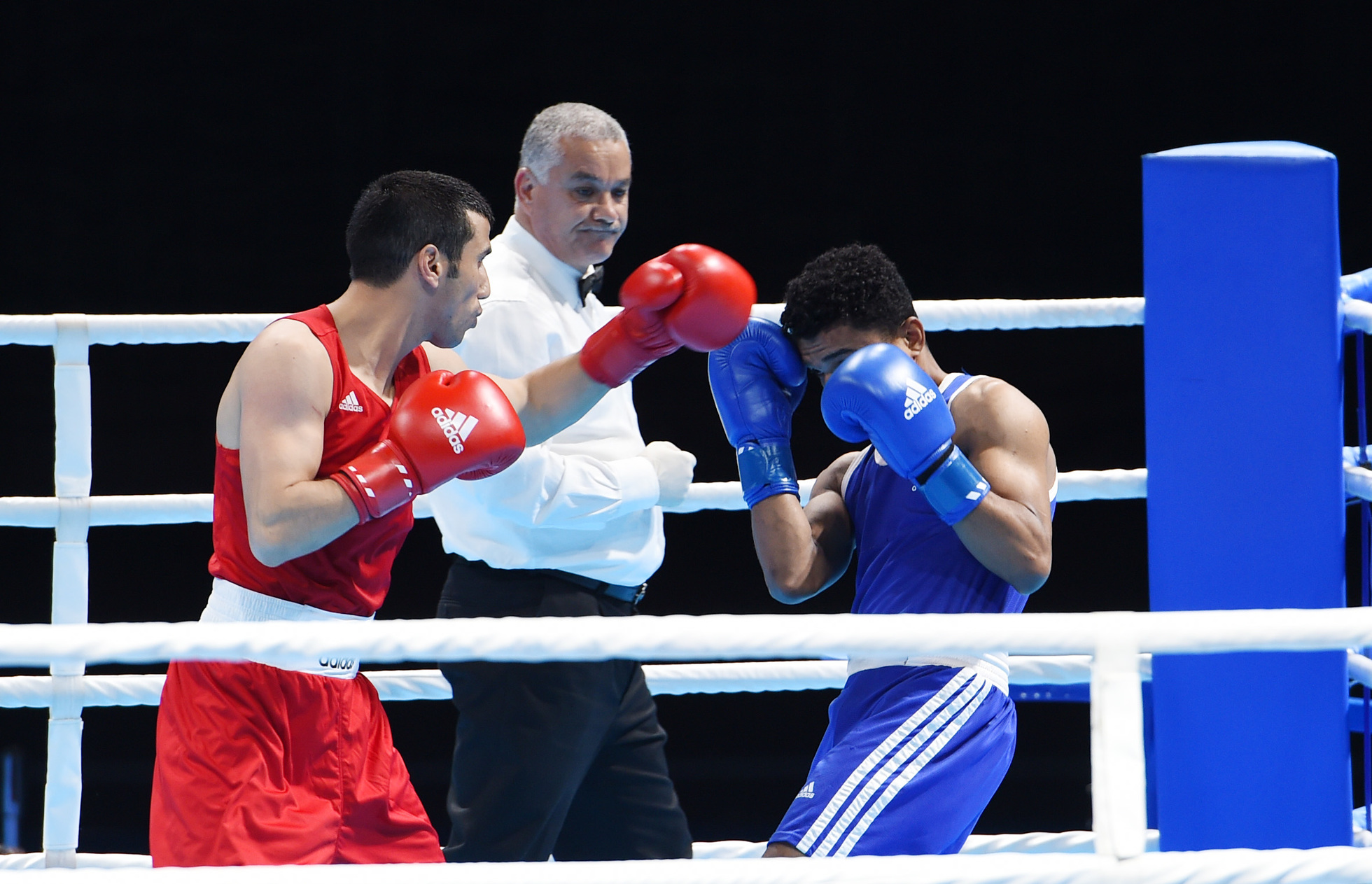
Челебиев (в красном) в поединке против Аммара Кербелаи из Ирака. Игры исламской солидарности 2017 в Баку

В мае 2017 года Джавид Челебиев стал победителем IV Игр исламской солидарности. Выступая в весовой категории до 60 кг, Джавид Челебиев, одолел в финальном поединке Аммара Кербелаи из Ирака со счётом 5:0 и принёс Азербайджану первую золотую медаль в боксе на этих Играх. В июне этого же года выступил на чемпионате Европы в Харькове. На этом турнире Челебиев в 1/16 одолел Эдгараса Скурделисла из Литвы со счётом 4:1, однако в 1/8 финала проиграл французу Софьяну Умиа со счётом 2:3.
В декабря 2018 года Джавид Челебиев стал чемпионом Азербайджана в весовой категории до 60 кг, победив в финале Сархана Алиева из спортивного клуба «Садарак».
В 2019 году Челебиев принимал участие на II Европейских играх в Минске. Здесь, в 1/8 финала он победил Дорина Буску из Молдавии со счётом 5:0, однако в 1/4 финала проиграл представителю Грузии Отару Эраносяну со счётом 2:3.
В марте 2020 года принял участие на Европейском олимпийском квалификационном турнире в Лондоне. В первом же поединке Челебиев выиграл Кирилла Русинова из Болгарии со счётом 4:1. Однако, учитывая эпидемию коронавируса, руководство Международного олимпийского комитета приняло решение отложить турнир.
В марте 2021 года Джавид Челебиев принимал участие на международном турнире по боксу «Босфор» в Стамбуле, где, одолев в полуфинале Булата Эрсултана из Казахстана со счётом 5:0, пробился в финал. Здесь он проиграл местному боксёру Хакану Догану и удостоился серебряной медали.
В июне 2021 года Челебиев удачно выступил на Европейском олимпийском квалификационном турнире в Париже, где, одолев в 1/8 финала Джорджа Бейтса из Ирландии, вышел в четвертьфинал и завоевал лицензию на Олимпийские игры 2020 в Токио. Выступление на этих Играх Челебиев начал с победы над Ярославом Харцызом с Украины со счётом 5:0.
В 2022 году награждён медалью «Прогресс».